# Anonymomys mindorensis
Anonymomys mindorensis is een knaagdier uit de onderfamilie der muizen en ratten van de Oude Wereld (Murinae) dat voorkomt op Mindoro in het westen van de Filipijnen. Het is een kleine, in bomen levende rat met een gedrongen lichaam en een lange staart. A. mindorensis is van slechts zes exemplaren bekend, die in 1954 en 1992 zijn gevangen bij Mount Halcon. A. mindorensis is de enige soort van het geslacht Anonymomys, dat waarschijnlijk een primitieve verwant is van Niviventer, Leopoldamys, Dacnomys en dergelijke geslachten, hoewel een verwantschap met Haeromys ook is gesuggereerd.

## Ontdekkingsgeschiedenis
Tussen 14 april en 11 mei 1954 ving de Filipijnse bioloog Dioscoro Rabor drie volwassen mannelijke exemplaren van een onbekende rat op zo'n 1400 m hoogte op Ilong Peak bij Mount Halcon op Mindoro. De dieren werden in de collectie van het Field Museum of Natural History (FMNH) in Chicago geplaatst, maar het duurde nog tot 1981 voordat de dieren door de Amerikaanse knaagdierenexpert Guy Musser werden beschreven, in een artikel waarin ook Srilankamys en Margaretamys hun naam kregen en Leopoldamys en Niviventer werden gedefinieerd. Musser noemde het dier Anonymomys mindorensis; de geslachtsnaam, Anonymomys, is een dankbetuiging aan de anonieme donateur die Mussers werk in Indonesië financieel ondersteunde, gecombineerd met μῦς (mys), het Oudgriekse woord voor "muis", de soortnaam, mindorensis, is afgeleid van de naam van het eiland Mindoro met het Latijnse achtervoegsel -ensis "behorend tot". Musser beschreef het dier, vergeleek het met Niviventer cremoriventer, Margaretamys beccarii en Limnomys sibuanus, publiceerde foto's van de schedel en het gebit van zijn drie exemplaren en behandelde de mogelijke verwantschappen van het dier, waarbij hij een verre verwantschap met de voorouders van Niviventer als het waarschijnlijkste beschouwde. In 1992 werden nog drie exemplaren van A. mindorensis gevangen op de noordelijke flanken van Mount Halcon, maar over deze dieren, die zich inmiddels in de collectie van het Cincinnati Museum of Natural History bevinden, is verder geen informatie gepubliceerd.
Tot op heden is dit de enige informatie gebleven die over Anonymomys bekend is - een uitgebreide beschrijving, verschillende suggesties over de verwantschappen van het dier, en het feit dat er in 1992 nog drie exemplaren zijn gevangen. Over het gedrag, de ecologie, de voortplanting en dergelijke is niets bekend. De beschermingsstatus volgens de IUCN is "kwetsbaar" (VU) met het criterium C2a (geen enkele subpopulatie omvat naar schatting meer dan 1000 exemplaren), hoewel er geen schatting van de populatiegrootte is gepubliceerd. De voortdurende ontbossing op Mindoro maakt Anonymomys echter kwetsbaar.

## Beschrijving
| Exemplaar                    | FMNH 87596  | FMNH 87597  | FMNH 87598 (holotype) |
| ---------------------------- | ----------- | ----------- | --------------------- |
| Datum gevangen               | 10 mei 1954 | 11 mei 1954 | 14 april 1954         |
| Kop-romplengte (mm)          | -           | -           | 125                   |
| Staartlengte (mm)            | -           | -           | 206                   |
| Aantal staartschubben per cm | 13          | 15          | 13                    |
| Lengte staartborstel (mm)    | 7           | 6           | 8                     |
| Achtervoetlengte (mm)        | 29          | 28          | 31                    |
| Oorlengte (mm)               | 19          | 17          | 17                    |
| Schedellengte (mm)           | 32,4        | 32,4        | 33,8                  |

A. mindorensis is een kleine, in bomen levende, zeer donkerbruine rat met korte, brede achtervoeten, een lange, eenkleurige staart en een dichte, deels stekelige vacht. De bovenkant van het lichaam is geelbruin; de vacht is 15 tot 20 mm lang en bevat vele buigzame, op stekels lijkende haren. De voelharen steken slechts 4 à 6 mm boven de vacht uit. De witte of crèmekleurige vacht aan de onderkant van het lichaam is dicht, dik en zacht; de haren zijn 8 tot 10 mm lang. De kleine, nauwelijks behaarde oren zijn bruinachtig van kleur. Op de bek en bogen de ogen bevinden zich lange snorharen, die tot 55 mm lang kunnen worden. De staart, die veel langer dan het lichaam is, is aan alle kanten bruin en bevat 13 tot 15 rijen schubben per centimeter; uit elke schub ontspringen drie haren. Bij de wortel zijn deze haren ongeveer even lang als hun schub, maar naar het einde van de staart toe worden ze langer, en bij de punt vormen ze een duidelijke borstel, die 6 tot 8 mm voorbij de staartpunt uitsteekt. Bij een exemplaar is deze borstel wit. De korte, brede voeten zijn lichtbruin van kleur; de onderkant is naakt. De korte, scherpe klauwen zijn gebogen. Omdat er geen vrouwtjes beschreven zijn, is het aantal mammae onbekend, maar Musser verwachtte dat vrouwtjes er zes of mogelijk acht zouden hebben.
De schedel lijkt op die van Niviventer cremoriventer en Margaretamys beccarii, maar verschilt daar toch duidelijk van. Het rostrum (snuit) is kort en breed, het gebied van het os interorbitale is breed en het achterste deel van de schedel is hoog en aan de bovenkant glad. Het dier heeft brede en lange foramina incisiva, een vrij kort verhemelte, grote kiezen en grote bullae (gehoorkapsels). De snijtanden zijn glad. De bovensnijtanden zijn feloranje, die in de onderkaak lichtoranje. De bovensnijtanden komen in een vrijwel rechte hoek uit het rostrum en daarmee is het dier orthodont.
De eerste kies in de bovenkaak (M1) heeft wortels aan de voorkant, achterkant en de linguale kant (de kant die naar het midden van de schedel gekeerd is) en een klein labiaal worteltje (aan de buitenkant van de schedel); ook de tweede (M2) en derde kies (M3) hebben drie wortels. De kiezen in de onderkaak (m1, m2 en m3) hebben twee wortels aan de voor- en achterkant van de tand. De kiezen in de bovenkaak zijn breed. In de onderkaak is de lengte van m1 groter dan de breedte, maar bij m2 en m3 zijn lengte en breedte ongeveer gelijk. Zowel in de onder- als in de bovenkaak is de eerste kies groter dan de tweede en de tweede groter dan de derde. Op geen van de kiezen in de bovenkaak is de knobbel t7 aanwezig. Op de achterkant van M2 en M3 zit geen richel en op M1 slechts een kleine. De knobbel t9 is groot op M1, maar klein op M2; t3 is aanwezig op M2, maar afwezig op M3. Op de m1 is geen anterocentrale knobbel te vinden en op m2 en m3 geen anterolabiale knobbel. De verschillende knobbels op de kiezen zijn duidelijk niet verbonden.

## Verwantschappen enbiogeografie
Zoals hierboven beschreven, achtte Musser een verwantschap tussen Niviventer en verwante geslachten en Anonymomys het waarschijnlijkste in zijn oorspronkelijke artikel, waarbij Anonymomys een primitief overblijfsel zou kunnen zijn van dezelfde groep waarvan Niviventer en dergelijke afstamden. Die verwantschap baseerde hij voornamelijk op twee kenmerken van de kiezen: een verbinding tussen de knobbels t4 en t5 op M1 en het verlies van de anterolabiale knobbel op m2 en m3. In een later artikel dat Musser in 1983 samen met Cameron Newcomb publiceerde, werd er echter aangegeven dat een verwantschap met Haeromys waarschijnlijker was. Musser en Newcomb gaven als gronden voor deze verwantschap een aantal gedeelde kenmerken van de kiezen en de schedel en suggereerden dat de kiezen van Anonymomys uit die van Haeromys zouden kunnen zijn ontstaan door het verlies van de richel aan de achterkant van de kiezen in de bovenkaak, de anterocentrale knobbel op m1 en de anterolabiale knobbel op de m2. Musser beloofde een vervolgartikel om de verwantschap tussen Haeromys en Anonymomys te behandelen.
In 1992 zocht Musser in een nieuwe publicatie samen met Lawrence Heaney naar de verwantschappen tussen de Filipijnse muizen en ratten; Anonymomys werd als enige geslacht in "Division II" behandeld ("Division I" omvatte "oude" endemische geslachten als Phloeomys, Apomys en Crunomys; "Division III" vatte Rattus en verwanten, de "nieuwe" endemische vormen, samen). Musser beloofde opnieuw de verwantschappen van Anonymomys in een ander artikel uitgebreider te behandelen, maar dat artikel is tot op heden niet gepubliceerd. Musser en Heaney noemden de hypothese die een verwantschap met Haeromys voorstelde "zwak", maar stelden geen alternatief voor. In de derde editie van het standaardwerk Mammal Species of the World (2005) plaatsten Musser en Michael Carleton Anonymomys in de Dacnomys-divisie, die naast Anonymomys nog Dacnomys, Chiromyscus, Leopoldamys, Niviventer en Srilankamys omvatte (inmiddels zijn ook Saxatilomys en Tonkinomys toegevoegd; op Srilankamys na komen al deze geslachten voornamelijk op het vasteland van Zuidoost-Azië voor), waarmee Musser dus terugkeerde naar zijn eerste hypothese. Wel schreven Musser en Carleton dat de verwantschappen van Anonymomys nog onduidelijk waren; op basis van de beschikbare morfologische gegevens vonden ze de verwantschap met Niviventer cum suis echter nog de waarschijnlijkste. Met chromosomale en genetische gegevens zou deze hypothese getest moeten worden.
A. mindorensis was het tweede endemische knaagdier op Mindoro (na Rattus mindorensis) en het eerste endemische geslacht. Ook enkele andere knaagdieren (verschillende soorten van Apomys en een onbeschreven Maxomys), een varken (Sus oliveri), een rund (de tamaroe), en een onbeschreven vleerhond uit het geslacht Pteropus zijn uitsluitend op Mindoro te vinden. Dit relatief grote aantal endemische soorten valt in overeenstemming met de huidige kennis van de biogeografie van de Filipijnen te verklaren vanuit het feit dat Mindoro naar alle waarschijnlijkheid nooit met een andere landmassa verbonden is geweest. Hierdoor konden slechts relatief weinig diergroepen het eiland bereiken.
Een opvallend biogeografisch aspect van Mindoro is de status van het eiland als overgangsgebied tussen Groot-Palawan en de rest van de Filipijnen. Aan de ene kant zijn soorten als Rattus mindorensis en de tamaroe duidelijk verwant aan dieren uit Groot-Palawan en de rest van Zuidoost-Azië, aan de andere kant herbergt Mindoro ook duidelijk Filipijnse dieren als Apomys en Chrotomys. Deze hebben Mindoro bereikt vanuit Luzon of in sommige gevallen mogelijk Groot-Negros-Panay. Wat de verwantschappen van Anonymomys ook mogen zijn, alle suggesties impliceren dat de voorouders van Anonymomys uit het vasteland afkomstig waren en dat dit dier dus tot de eerste groep behoort.